# Донат
Вижте пояснителната страница за други личности с името Донат.
Донат (Donatus; + Панония, 412 г.) е владетел на източните хуни на Черно море от 410 г. до неговото убийство през 412 г.
Той царува след Улдин, след него владетел на хуните е Каратон.
През 412 година за неговото убийство се съобщава на Каратон, хунския владетел в Панония, от делегацията, предвождана от византийския посланик, сред които е и Олимпиодорос.
Каратон e ядосан, но е успокоен от римляните чрез подаръци.